# Полігонівська сільська рада
Поліго́нівська сільська́ ра́да — адміністративно-територіальна одиниця та орган місцевого самоврядування у Вітовському районі Миколаївської області. Адміністративний центр — селище Полігон.
2016 року ввійшла до складу Шевченківської територіальної громади.

## Загальні відомості
- Населення ради: 2 378 осіб (станом на 2001 рік)

## Населені пункти
Сільській раді підпорядковані населені пункти:
- с-ще Полігон
- с-ще Водник

## Склад ради
Рада складається з 20 депутатів та голови.
- Голова ради: Богданов Віктор Олександрович
- Секретар ради: Мартинова Тетяна Миколаївна

### Керівний склад попередніх скликань
| Прізвище, ім'я, по батькові   | Основні відомості                                                                       | Дата обрання | Дата звільнення |
| ----------------------------- | --------------------------------------------------------------------------------------- | ------------ | --------------- |
| Бойченко Олександр Вікторович | Сільський голова, 1964 року народження, член Комуністичної партії України               | 26.03.2006   | 31.10.2010      |
| Середенко Віталій Павлович    | Сільський голова, 1948 року народження, освіта вища, член Комуністичної партії України  | 31.10.2010   | 11.12.2011      |
| Богданов Віктор Олександрович | Сільський голова, 1956 року народження, освіта середня спеціальна, член Партії регіонів | 11.12.2011   |                 |

Примітка: таблиця складена за даними сайту Верховної Ради України

### Депутати
За результатами місцевих виборів 2010 року депутатами ради стали:

#### За суб'єктами висування
| Суб'єкт висування                                       | Кількість обраних депутатів | %  |
| ------------------------------------------------------- | --------------------------- | -- |
| Комуністична партія України                             | 7                           | 35 |
| Партія регіонів                                         | 5                           | 25 |
| Самовисування                                           | 5                           | 25 |
| Політична партія Всеукраїнське об'єднання «Батьківщина» | 2                           | 10 |
| Соціалістична партія України                            | 1                           | 5  |

#### За округами
| № округу                                                | Прізвище, ім'я, по батькові    | Дата визнання обраним | Освіта             | Партійна приналежність                        | Відомості про обраного депутата                                   |
| ------------------------------------------------------- | ------------------------------ | --------------------- | ------------------ | --------------------------------------------- | ----------------------------------------------------------------- |
| Комуністична партія України                             |                                |                       |                    |                                               |                                                                   |
| 3                                                       | Зейда Марія Вікторівна         | 03.11.2010            | середня спеціальна | позапартійна                                  | Полігонівська сільська рада, діловод                              |
| 4                                                       | Липанський Микола Михайлович   | 03.11.2010            | середня            | позапартійний                                 |                                                                   |
| 5                                                       | Алімпієв Ігор Вікторович       | 03.11.2010            | середня            | позапартійний                                 | ДП ДГ «Еліта» Микоолаївського інституту АПВ, комірник             |
| 8                                                       | Петрова Ольга Борисівна        | 03.11.2010            | вища               | позапартійна                                  | Миколаївськаий ПТЦ «Облдержродючисть», провідний інженер          |
| 12                                                      | Ганцевська Наталія Анатоліївна | 03.11.2010            | вища               | позапартійна                                  | Миколаївська ПТЦ «Облдержродючисть», завідувачка лабораторії      |
| 17                                                      | Чайченко Світлана Миколаївна   | 03.11.2010            | вища               | позапартійна                                  | Полігонівська загальноосвітня школа, вчитель                      |
| 18                                                      | Мішалкіна Олена Тітовна        | 03.11.2010            | середня            | позапартійна                                  | пенсіонер                                                         |
| Партія регіонів                                         |                                |                       |                    |                                               |                                                                   |
| 1                                                       | Печена Галина Василівна        | 03.11.2010            | вища               | член Партії регіонів                          | ПТЦ «Облдержродючисть», провідний спеціаліст                      |
| 7                                                       | Іванцов Юрій Михайлович        | 03.11.2010            | середня спеціальна | член Партії регіонів                          | Полігонівська загальноосвітня школа, оператор котельні            |
| 15                                                      | Давидчук Михайло Іванович      | 03.11.2010            | вища               | член Партії регіонів                          | Миколаївський ПТЦ «Облдержродючисть», завідувач лабораторії       |
| 16                                                      | П'ятков Юрій Григорович        | 03.11.2010            | середня            | член Партії регіонів                          | ПП «Макс-Р», водій                                                |
| 19                                                      | Зайвий Олександр Миколайович   | 03.11.2010            | вища               | член Партії регіонів                          | ППФ «ЗАН», заступник длиректора                                   |
| Політична партія Всеукраїнське об'єднання «Батьківщина» |                                |                       |                    |                                               |                                                                   |
| 2                                                       | Бернацька Меланія Юхимівна     | 03.11.2010            | середня            | член Всеукраїнського об'єднання «Батьківщина» | пенсіонер                                                         |
| 9                                                       | Чаган Володимир В'ячеславович  | 03.11.2010            | середня            | член Всеукраїнського об'єднання «Батьківщина» | ТОВ «Антаресс-Буд», електромонтажник                              |
| Соціалістична партія України                            |                                |                       |                    |                                               |                                                                   |
| 10                                                      | Токарева Лідія Михайлівна      | 03.11.2010            | вища               | позапартійна                                  | ДП ДГ «Еліта» Миколаївського інституту АПВ, головний економіст    |
| Самовисування                                           |                                |                       |                    |                                               |                                                                   |
| 6                                                       | Печериця Євген Вікторович      | 22.04.2013            | вища               | член Партії регіонів                          | приватний підприємець                                             |
| 11                                                      | Мартинова Тетяна Миколаївна    | 03.11.2010            | середня спеціальна | позапартійна                                  | Полігонівська сільська рада, начальник військово-облікового столу |
| 13                                                      | Логвінюк Василь Іванович       | 22.04.2013            | середня            | член Партії регіонів                          | приватний підприємець                                             |
| 14                                                      | Герун Людмила Володимирівна    | 03.11.2010            | середня спеціальна | позапартійна                                  | Полігонівська сільська рада, секретвр                             |
| 20                                                      | Головінов Юрій Олександрович   | 03.11.2010            | середня            | позапартійний                                 | ЖКП Порлігонівської сільської ради, слюсар                        |

## Населення
Згідно з переписом УРСР 1989 року чисельність наявного населення сільської ради становила 2526 осіб, з яких 1202 чоловіки та 1324 жінки.
За переписом населення України 2001 року в сільській раді мешкало 2365 осіб.

### Мова
Розподіл населення за рідною мовою за даними перепису 2001 року:
| Мова       | Відсоток |
| ---------- | -------- |
| українська | 77,46 %  |
| російська  | 22,12 %  |
| молдовська | 0,13 %   |
| білоруська | 0,08 %   |
| гагаузька  | 0,08 %   |